# Resinac
Resinac (en serbe cyrillique : Ресинац) est un village de Serbie situé dans la municipalité de Prokuplje, district de Toplica. Au recensement de 2011, il comptait 185 habitants.

## Démographie
| 1948 | 1953 | 1961 | 1971 | 1981 | 1991 | 2002 | 2011 |
| ---- | ---- | ---- | ---- | ---- | ---- | ---- | ---- |
| 546  | 562  | 455  | 384  | 386  | 292  | 224  | 185  |

|  |